# Acide 2-oxoadipique
L’acide 2-oxoadipique, ou acide alpha-cétoadipique, est un composé chimique de formule HOOC–CH2–CH2–CH2–CO–COOH. Il s'agit d'un cétoacide dicarboxylique à six atomes de carbone résultant in vivo de la dégradation de la lysine via la saccharopine.